# Electronic Diesel Control
Electronic Diesel Control (EDC; deutsch „elektronische Dieselsteuerung“) beschreibt ein System von Bosch, das aus Sensoren, einer Logik (elektronische Hardware und Software in einem Steuergerät) sowie Aktoren besteht. Vereinfachend wird das System als Motorsteuergerät für Dieselmotoren beschrieben. Typische Bezeichnungen sind EDC15, EDC16 und EDC17. Die Nummern beschreiben die jeweilige Generation. Weitere bedeutende Hersteller solcher Motorsteuergeräte sind u. a. Continental, Delphi und Denso, deren Produkte aber nicht zwingend unter einer vergleichbaren Bezeichnung geführt werden.
Die EDC wird für Motoren im Fahrzeugbau, Baumaschinen, Schienen- und Wasserfahrzeugen sowie für mobile Aggregate (Pumpen, Stromerzeuger) eingesetzt.
Bosch brachte EDC 1986 auf den Markt, erstmals eingesetzt wurde das System beim M21-Motor des BMW E28 524td.

## Wirkungsweise

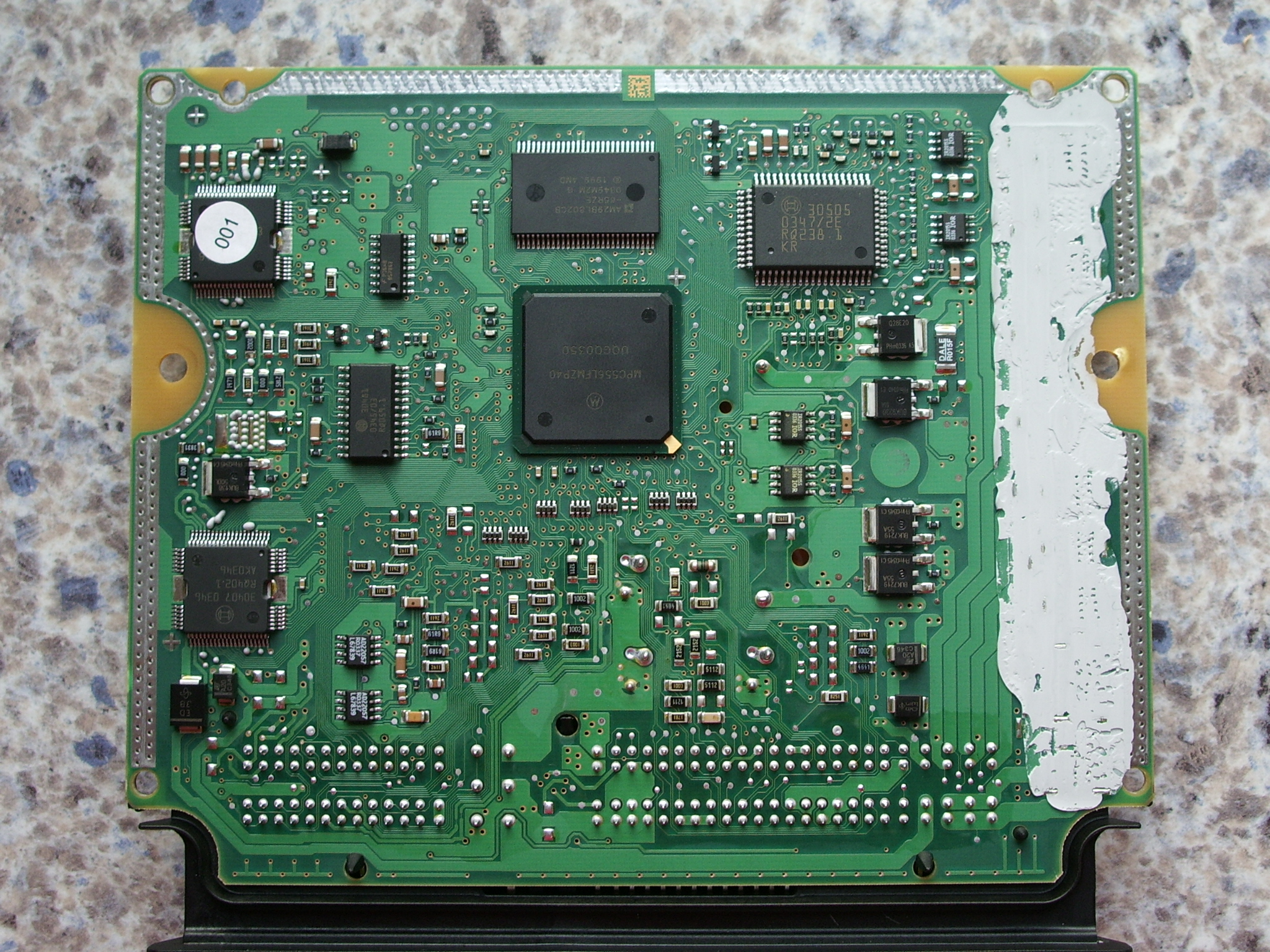
EDC-Steuergerät Logikteil

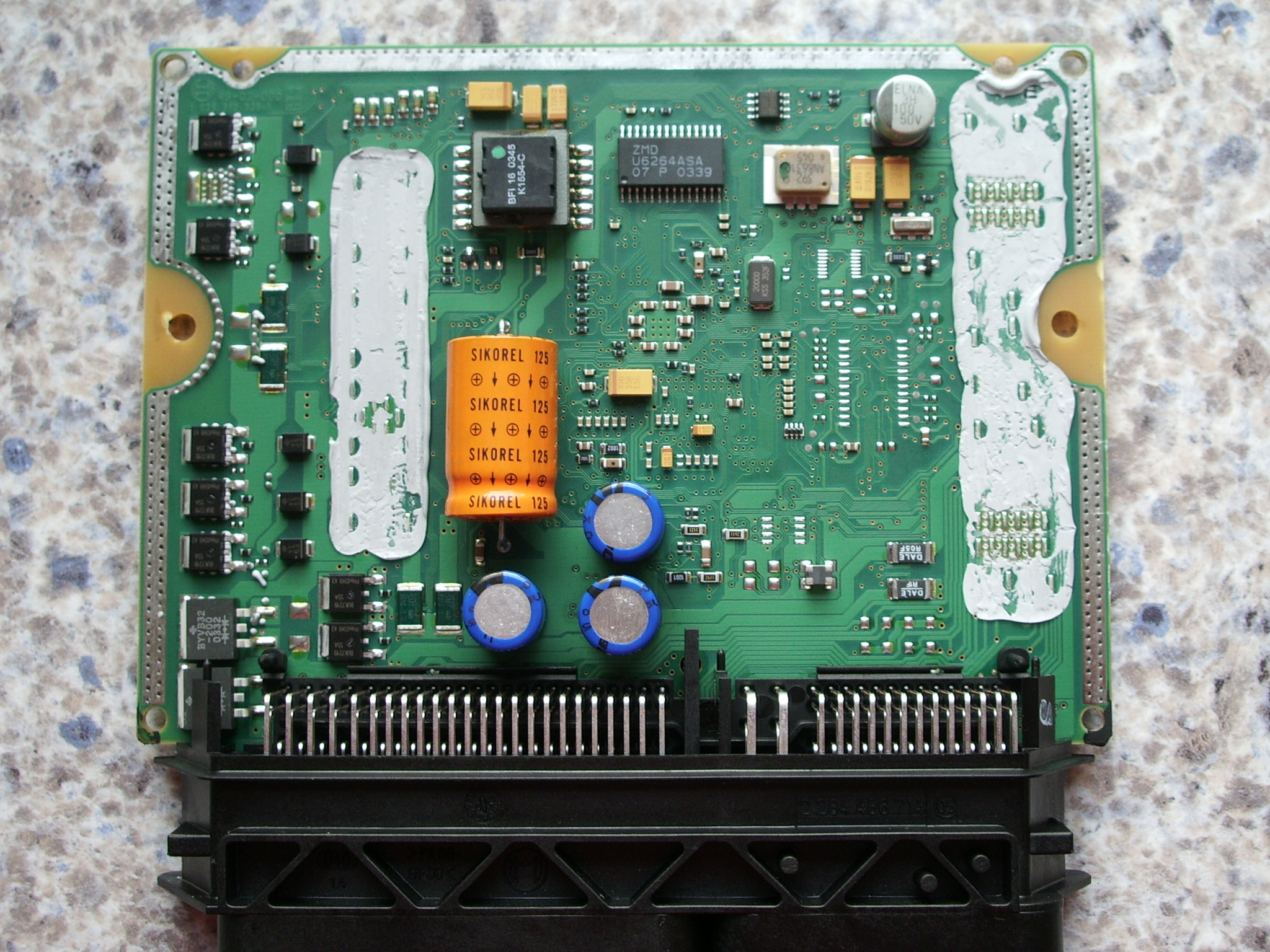
EDC Steuergerät Leistungsteil

Eine EDC beschreibt ein elektronisches Motorsteuergerät für die Steuerung der Kraftstoff-Einspritzmenge beim Dieselmotor. Einspritzmengen und -verteilung bestimmen bei diesem Motor das Drehmoment und werden über elektronisch verstellbare (im Baumaschinensektor auch noch mechanische) Hochdruckpumpen oder elektronisch schaltbare Injektoren gesteuert. Die Aufgabe der EDC ist es, das zeitliche Profil der Kraftstoffeinspritzung in den Brennraum zu berechnen und über die Steuerung der Pumpe und Einspritzventile sicherzustellen.
Ein modernes Diesel-Einspritzsystem, wie die Common-Rail-Einspritzung, wird aufgrund der vielen Freiheitsgrade durch die EDC erst sinnvoll möglich. Sie wäre aufgrund ihrer Komplexität ohne EDC nur sehr aufwendig zu realisieren.
Zentraler Bestandteil ist ein leistungsfähiger Microcontroller mit analogen/digitalen Ein-/Ausgängen. Eine Vielzahl elektronischer Peripheriesysteme bereitet die Signale vom bzw. zum Dieselmotor auf.
Eine sehr große Rolle spielt in der EDC die Software, die infolge der zunehmenden Anforderungen durch die Abgasgrenzwerte sehr komplexe Ausmaße annimmt. Für die On-Board-Diagnose (OBD) ist eine Vielzahl an Funktionen notwendig, um im Servicefall den Dieselmotor überwachen zu können. Auch viele Komfortfunktionen sind hinzugekommen, weil sie durch die EDC erst möglich geworden sind und inzwischen vor allem bei Diesel-Pkw zum Standard gehören.
Durch die elektronische Steuerung der Einspritzanlage ergeben sich folgende Vorteile:
- Verschärfte Abgasgrenzwerte lassen sich überwachen und über lange Zeit einhalten, die Emissionsbandbreite der verschiedenen Fahrzeuge eines Typs lässt sich einengen
- Geringeres Motorgeräusch, höhere Laufruhe (wichtig im Pkw, ohne Bedeutung für Baumaschinen)
- Besseres Ansprechverhalten
- Problemloses Ausrüsten von Kraftfahrzeugen mit Komfortfunktionen, zum Beispiel mit Tempomat
- Vereinfachte Anpassung eines Motortyps an unterschiedliche Anwendungen (z. B. Lkw, Schiff, Stationärmotor).

In einem Kraftfahrzeug ist die EDC eines der leistungsfähigsten und aufwändigsten Steuergeräte. Hier werden nicht nur entsprechend der Drehzahl, der Anzahl der Zylinderzahl sehr viele Ein- und Ausgangssignale verarbeitet, sondern dies muss auch in Echtzeit geschehen. Kernstück der Hardware ist ein Mikrocontroller mit Flash-Speicher, auf dem eine Software läuft, die einige Megabyte groß sein kann.
Weitere Funktionen des Steuergerätes sind:
- Kommunikation zu anderen Steuergeräten via CAN-Bus, LIN, PSI5 oder anderen Schnittstellen
- Eigendiagnose des Steuergerätes: Fehler erkennen und abspeichern
- Diagnose der Sensoren und Aktoren: Fehler erkennen und abspeichern
- Überwachen der Motorbetriebszustände und Sicherheitsabschaltung
- Steuern des Abgassystems mit Partikelfilter und Katalysator
- Diagnoseschnittstelle über Kommunikationsprotokoll z. B. KWP2000

Funktional unterscheiden sich EDC-Steuergeräte für PKW und NKW auf den ersten Blick nur gering, bei genauerer Betrachtung ergeben sich jedoch einige Unterschiede:
| Merkmal                                                                     | PKW | NKW, Industriemotoren |
| --------------------------------------------------------------------------- | --- | --- |
| Batteriespannung (tatsächliche Bordnetzspannung im Betrieb ca. 20 % höher): | 12 Volt | 12 oder 24 Volt |
| Leerlaufregler                                                              | Laufruhe bei geringem Kraftstoffverbrauch | Besonders großer und leistungsfähiger Softwareteil. Ermöglicht Standgasfahrten von beladenen 40-Tonnern in höchstem Gang, außerdem erhöhte Leerlaufdrehzahl für Arbeitsmaschinen möglich.                     |
| Flash-Level                                                                 | Wenige Flashlevel für OEM und Vertragswerkstatt, z. B. End-Of-Line und Softwareupdate | Wie PKW. Zusätzlich Flash-Level für unterschiedliche OEMs, z. B. Parameteränderungen/Softwareupdates für Motoren OEM, Parameteränderung für Chassisbauer OEM, Parameteränderung für Spezialaufbauten OEM usw. |
| Steuergeräte-Generationslebensdauer                                         | Wegen häufiger Generationssprünge der Hardware wurde auch die Software immer wieder neu entwickelt, in Zukunft soll die Software durch neue Architekturen wie AUTOSAR unabhängiger von der Hardware werden. | Software wird länger für eine vorhandene Hardware weiterentwickelt und Fehler beseitigt. |
| Berechnete Lebensdauer                                                      | 10 Jahre | > 10 Jahre (anwendungsspezifisch) |
| Optimierungsziel Betriebsverhalten                                          | Beste Gesamtabstimmung, insbesondere von Leistung, Drehmoment, Verbrauch, Laufruhe, Abgas, Geräusch, Lebensdauer                                                                                            | Geringe Betriebskosten, insbesondere durch geringen Verbrauch, günstige Wartung, lange Lebensdauer |

## Funktionen der EDC
Die EDC bietet zahlreiche Funktionen, die je nach Antrieb und Art der Einspritzung enthalten sein können. Diese Funktionen werden hier detaillierter beschrieben, da sie in ähnlicher Form auch in konkurrierenden Einspritzsysteme enthalten sind und ganz allgemein den Stand der Technik in der Dieselregelung beschreiben.
Werden Korrekturen nach Kennfeldern vorgenommen, so basieren diese Kennfelder in der Regel auf den Temperaturen von Motor, Ansaugluft und Kraftstoff.
Funktionen einer Motorsteuerung mit EDC (Stand Version 16):
- Startmenge: Regelung der Kraftstoffmenge von Anlass- bis Leerlaufdrehzahl. Die Regelung ist autonom, d. h., sie ignoriert die Gaspedalstellung.
- Fahrbetriebsregelung: Regelung nach Gaspedalstellung, korrigiert mit Drehzahl und nach Kennfeld.
- Leerlaufdrehzahl: Autonom variable Regelung nach Lasten wie Klima, elektrischen Nebenverbrauchern (Heckscheibenheizung, Luftheizung), Batterieladestand, Servolenkung. In diesem Betriebsbereich müssen sehr geringe Kraftstoffmengen sehr genau dosiert werden, um einen ruhigen Leerlauf zu erreichen.
- Abregelung: Mengenreduzierung oberhalb der Nenndrehzahl bis auf 0 bei Erreichen der zulässigen Höchstdrehzahl des Motors.
- Zwischendrehzahlregelung (ZDR): Lkw mit Nebenabtrieben (z. B. Krane, Kipper, Kühlkoffer oder typische Kommunalfahrzeuge) wird die Drehzahl auf einem vorgegebenen Wert gehalten, unabhängig von der Last.
- Tempomat: Motorregelung auf konstante Geschwindigkeit. Im Unterschied zur ZDR kompensiert die Motorregelung auch Übersetzungswechsel von automatischen Getrieben.
- Fahrgeschwindigkeitsbegrenzung: Verhindert das Überschreiten einer vorgegebenen Fahrgeschwindigkeit. Diese Vorgabe kann variabel sein (z. B. einstellbares Limit für Winterreifen einer niedrigen Geschwindigkeitsklasse) oder fix (z. B. gesetzliche Höchstgeschwindigkeit von Lkw)
- Ruckeldämpfung (nur Pkw): Durch schnelles Treten oder Loslassen des Gaspedals (schnelle Lastwechsel) kann der Fahrer Motor und Fahrzeug zu Schwingungen anregen (Bonanza-Effekt). Die Ruckeldämpfung glättet schnelle Drehmomentänderungen und erkennt Schwingungen im Antriebsstrang, die dann aktiv bedämpft werden.
- Mengenausgleich (MAR): Unterschiede zwischen den Zylindern in Kompression, Reibung oder in den Bauteilen der Einspritzung führen dazu, dass gleiche Einspritzmengen und -zeiten zu unterschiedlichen Drehmomenten im Arbeitstakt führen. Die EDC misst die Drehzahl/-beschleunigung im Arbeitstakt und vergleicht sie mit den anderen Zylindern, um die Kraftstoffmenge anzupassen. Diese Funktion wird auch als „Adaptive Zylindergleichstellung“ (AZG) und „Smooth Running Control“ (SRC) bezeichnet.
- Begrenzungsmenge: Diese Funktion schneidet beispielsweise das Maximaldrehmoment ab, wenn mechanische Komponenten nicht auf das mögliche Maximaldrehmoment des Motors ausgelegt sind (betrifft insbesondere Getriebe, Antriebswellen) oder wenn thermische Überlastung oder Emissionsüberschreitungen drohen. Im Drehmomentdiagramm ist die Wirkung dieser Funktion daran erkennbar, dass es keinen „Drehmomentgipfel“ gibt, sondern ab einer bestimmten Drehzahl das Drehmoment ein horizontales Plateau erreicht und von dort aus bei einer höheren Drehzahl wieder abfällt.
- Motorbremse: Bei Lkw die Funktion zum Abstellen des Fahrzeugs oder in Verbindung mit der Auspuffklappenbremse (Motorstaubremse) zur Verstärkung der Motorbremswirkung.
- Höhenkorrektur: Kompensiert den fallenden Luftdruck beim Fahren in Gebirgen. Saugmotoren haben hier einen größeren Regelungsbedarf als Turbomotoren.
- Injektorabgleich: Bei Piezo-Injektoren wird die Genauigkeit der Einspritzung über die Betriebsspannung des Injektors verbessert, sofern die Daten bei der Herstellung des Injektors vermessen und dem Motorsteuergerät übergeben wurden. Dies bedeutet bei einer Motorenüberholung, dass die Zuordnung von Injektoren zu ihren Zylindern erhalten bleiben oder nachkalibriert werden muss.
- Nullmengenkalibrierung: Insbesondere bei Common-Rail-Systemen sind mehrfache Einspritzungen in einem Arbeitstakt üblich. Eine alterungsbedingte Drift der Mengen wird dadurch vermieden, dass im Schubbetrieb in verschiedenen Betriebspunkten und für alle Zylinder gezielt kleine Einspritzungen erfolgen und die Drehzahländerung ausgewertet wird.
- Mengenmittelwertanpassung (MMA): Korrigiert alterungsbedingte Langzeitdrift an Abgasrückführung, Lambdaregelung (sofern vorhanden) und Ladedruck.
- Druckwellenkorrektur: Bei hohen Einspritzdrücken entstehen im Hochdruckteil des Kraftstoffsystems Druckwellen, die die Regelungsgenauigkeit zwischen den einzelnen Einspritzungen in einem Arbeitstakt verschlechtern. Durch die Druckwellenkorrektur ist es auch möglich, den Abstand zwischen Vor- und Haupteinspritzung dynamisch zu verschieben.
- Regeneration: Wird für die Regeneration des Rußpartikelfilters beispielsweise eine höhere Abgastemperatur benötigt, so konditioniert die EDC den Motor entsprechend.
- Inkrementwinkel-Korrektur: Korrigiert Ungenauigkeiten des Drehzahlgebers, um den optimalen Einspritzzeitpunkt besser zu treffen, wovon insbesondere UIS (Pumpe-Düse-Systeme) profitieren.
- Spritzbeginnregelung: Während in den 1980er Jahren der Pkw-Fahrer noch manuell den Spritzbeginnversteller für den Kaltstart betätigte, werden diese heute nach Kennfeldern bestimmt. Die Regelung kompensiert auch alterungsbedingte Drift der Schaltzeiten von Magnetventilen.
- BIP-Regelung: Bei Magnetventilen (insbesondere UIS, UIP, siehe nächster Abschnitt) wird der Stromverlauf am Magnetventil erkannt und ausgewertet, um auch hier die alterungsbedingte Drift zu kompensieren.
- Abstellen: Bei älteren Dieselfahrzeugen gab es nur eine mechanische oder elektrische Abstellung (stromloses Magnetventil in der Einspritzpumpe lässt keinen Druckaufbau zu). Grundsätzlich konnte der Motor aber weiterlaufen, insbesondere wenn er durch einen Defekt sein eigenes Motoröl ansaugte. Nur mit Schaltgetriebe ließ sich der Motor noch abstellen, Automatik-Fahrzeuge gingen im Leerlauf durch und der Motor zerstörte sich selbst. Aufgrund dieses Verhalten eines Dieselmotors ist meist eine Abstellklappe bzw. Saugrohrklappe installiert, die das „Abschütteln“ beim Abstellen und Weiterlaufen durch Öldämpfe verhindern soll. Sie wird entsprechend angesteuert und drosselt somit die angesaugte Luftmenge. Damit kann sie auch für eine Erhöhung der AGR-Rate benutzt werden, indem das zurückgeleitete Abgas hinter der Saugrohrklappe eingeführt wird.

Wenn eine Lambdasonde verbaut ist, prüft die EDC auf unerwünschte Verbrennung und öffnet das Abgasrückführungsventil, so dass die Verbrennung in den eigenen Verbrennungsprodukten erlischt. Die Lambdasonde im Dieselmotor bestimmt den Sauerstoffgehalt im Abgas und wird zur Regelung der Abgasrückführung sowie zur Rauchbegrenzung im Volllastbetrieb genutzt.
- Externer Momenteneingriff: Reaktion auf Anforderungen anderer Steuergeräte im Fahrzeug, die Unterstützung der Motorsteuerung brauchen. Dazu gehört beispielsweise eine das automatische Getriebe (Schaltruck durch Drehmomentabsenkung reduzieren), Unterstützung des ESP (siehe dort) bei Regeleingriffen in Grenzsituationen wie der Not/-Vollbremsung (bei Nutzfahrzeugen auch Befeuerung des Motors, damit die Achse auf Eis nicht blockiert).

Weitere Funktionen, die gesteuert werden können, sind Wegfahrsperre, Abgasrückführung, Glühzeitsteuerung (über eigenes Steuergerät), Ansteuerung von Lüftern, Steuerung der Kühlmittelzusatzheizung, Schaltung von Einlasskanälen (Drallsteuerung bei mehreren Einlassventilen), Ladedruckregelung, Abschaltung der Klimaanlage (starkes Beschleunigen) und Zylinderabschaltung.
Teilweise können solche Funktionen an ausgelieferten Fahrzeugen auch nachträglich freigeschaltet werden, sofern zusätzliche Komponenten nachgerüstet wurden (beispielsweise Lenkstockhebel für Tempomat) oder nicht erforderlich sind.

## Einspritzsysteme
Die Einspritz-Systeme, mit denen die EDC arbeitet, sind vielfältig, was sich aus der breiten Anwendungspalette des Dieselmotors ergibt. Insbesondere Common-Rail-Systeme (dominant im Pkw), Verteiler- und Reiheneinspritzpumpe, Pumpe-Düse-Systeme mit getrennter Pumpe und kombinierter Einheit.
Mechanische Einspritzpumpen mit elektronischer Unterstützung bieten Vorteile, wenn Zuverlässigkeit und eine mechanische Rückfallebene (Notlauf) gefordert sind.
Pumpe-Düse-Systeme werden in verschiedenen Ausführungen von der EDC bedient. Beim „Unit Pump System“ (UIP) ist die Pumpe von der Düse getrennt, beispielsweise als Steckpumpe an einer untenliegenden Nockenwelle, die über eine Hochdruckleitung mit der Düse im Zylinderkopf verbunden ist. Kombinierte Einheiten werden als „Unit Injector System“ (UIS) bezeichnet und werden beispielsweise bei einer obenliegenden Nockenwelle direkt betätigt (insbesondere bei VW-Konzerndieselmotoren ab Mitte der 1990er Jahre, ab 2010 auslaufend).
Erhebliche Unterschiede im Detail ergeben sich durch die Verwendung von Magnet- bzw. Piezo-Injektoren. Die Unterschiede umfassen die Elektronik im Steuergerät als auch umfangreiche Softwarefunktionen für die Ansteuerung bzw. Korrekturen der Injektoren.
- Zeitliche Ansteuerung der Injektoren
- Energieversorgung für die Ansteuerung der Injektoren
- Diverse Korrekturen und Korrekturfunktionen (Temperatur, Spannungsversorgung, Drift, …)

Viele weitere Aufgaben des Steuergerätes sind vom Einspritzsystem weitgehend unabhängig.

## Sensoren & Aktoren
Elektronische Sensoren:
- Drehzahlgeber Motor + Nockenwellensensor als Phasengeber
- Temperatursensor Ansaugluft
- Massenstromsensor Ansaugluft
- Atmosphärendrucksensor (Umgebungsdruck)
- Ladedrucksensor am Turbolader Ausgang
- Raildrucksensor im Hochdrucksystem bei Common-Rail-Einspritzungen
- Breitband-Lambdasonde
- Abgastemperatursensoren am Turbolader und den Lambdasonden
- Differenzdrucksensor am Dieselpartikelfilter
- Kraftstoff-Temperatursensor
- Kühlmitteltemperatursensor
- Pedalwertgeber
- Kupplungspedalschalter
- Bremspedalschalter
- Regelschieberwegpotentiometer bei älteren Einspritzsystemen
- Nadelbewegungssensor an der ersten Einspritzdüse bei Verteilerpumpensystemen
- Zylinderdrucksensor bei druckgeregelten Verbrennungsverfahren

Elektrische Aktoren:
- Zylinderindividuelle Ansteuerung der Injektoren beim Common-Rail-Motor
- Stellmotor oder Magnetantrieb für die Ladedruckregelung
- Bypass Klappen bei mehreren Turboladern
- Stellantrieb für die Leitschaufeln der Turbine an VTG-Turboladern
- Drosselklappe zur Unterstützung der Abgasrückführung und unter anderem zur Unterbrechung der Luftzufuhr für sanftes Abstellen des Motors
- Ventil für die Abgasrückführung
- Mengenstellventil für die Mengenzulaufregelung der Hochdruckpumpe beim Common-Rail-Motor
- Druckregelventil beim Common-Rail-Motor
- Kraftstoffabschaltventil
- Mengenstellwerk zur Bewegung des Regelschiebers
- Magnetventil des Spritzverstellers (Einspritzbeginn)
- Glühkerzen (eventuell über zusätzliches Steuergerät)
- Motorlüfter (eventuell über zusätzliches Steuergerät)
- Aktoren zur Nockenwellenverstellung